# ليتيري
ليتيري؛ هي بلدية (بلدية) في مدينة نابولي الحضرية في إقليم كامبانيا جنوب وسط إيطاليا، تقع على بعد حوالي 30 كم جنوب شرق نابولي.
ليتيري على حدود البلديات التالية: أنغري وكاسولا دي نابولي وكوربارا وغراغنانو ورافيلو وسانت أنطونيو أباتي وترامونتي.
من عام 987 كانت مرقدًا لأسقفية، والتي أعيدت تسميتها إلى أبرشية الروم الكاثوليك في ليتيري غرانجانو، من عام 1169 حتى اندماجها في أبرشية كاستيلاماري دي ستابيا. في عام 1968 تم ترميمه اسميًا كأسقفية فخرية لاتينية في ليتري.